# Rosser Reeves

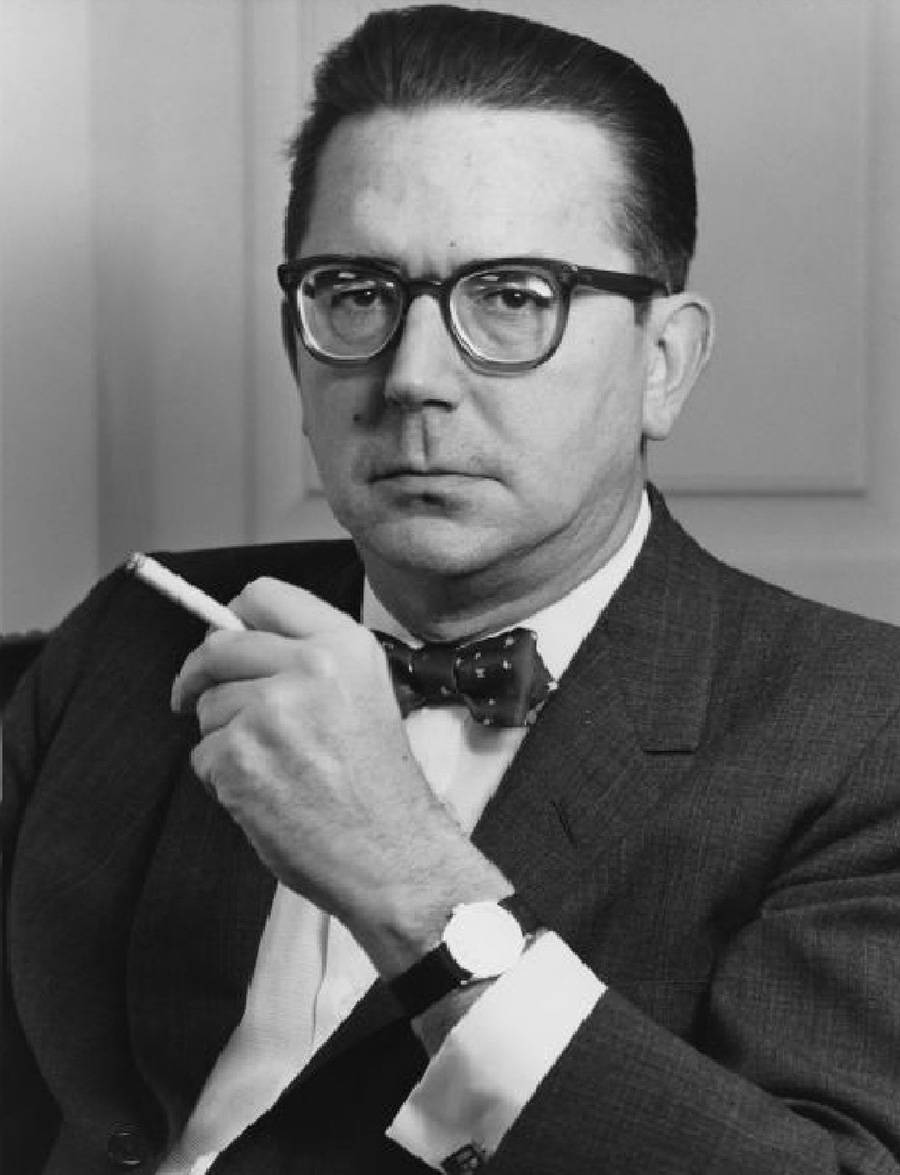

Rosser Reeves (10 de septiembre de 1910 - 24 de enero de 1984) fue un publicista estadounidense, pionero en el sector de la publicidad televisiva. A lo largo de su carrera, Reeves generó millones de dólares para sus clientes. Llegó a ser presidente de la agencia Ted Bates, que todavía existe con el nombre de Bates CHI & Partners.

## Juventud e inicios en la publicidad
Hijo de un predicador metodista, Reeves nació en Virginia. Estudió brevemente en la Universidad de Virginia, pero fue expulsado por conducir el coche de un amigo y estrellarlo estando ebrio. Eran los años de la Ley seca. Se había pasado el semestre bebiendo, bailando y apostando, así que cuando tuvo que presentarse al concurso de química estatal que hacía las veces de examen final en el primer año de Química General (Chem 101), no sabía nada de la materia. Por ello, en lugar de presentar fórmulas novedosas como sus compañeros, escribió un ensayo titulado Una mejor vida con la química. Más tarde, usaría ese título en una campaña publicitaria para DuPont Corporation. Ganó el concurso y con los cien dólares del premio, pudo mudarse a Richmond tras su expulsión. Allí consiguió trabajo como contable en un banco que estaba contratando a jóvenes ganadores de concursos. Sin embargo, al haberse hecho consciente de su habilidad con las palabras, comenzó a escribir anuncios. No tardó en mudarse a Nueva York donde fundó la agencia de publicidad Ted Bates & Co con Ted Bates .

## Estilo publicitario
Para Reeves el propósito de la publicidad es vender. No se trata de mostrar la inteligencia o el sentido del humor del redactor publicitario (copywriter), sino de vender. El objetivo de un anuncio sería mostrar el valor o la propuesta única de venta (PUV) de un producto. Su anuncio más conocido es el de un analgésico para el dolor de cabeza (Anacin) que a pesar de ser considerado irritante y molesto por casi todos los espectadores que lo vieron, cosechó un éxito evidente al triplicar las ventas del medicamento. Este anuncio de 59 segundos para la televisión generó más dinero en 7 años que la película Lo que el viento se llevó en 25.[cita requerida]
Hacía girar sus anuncios en torno a esa propuesta única de venta (unique selling proposition), concepto acuñado por él, y que vendría a ser la única verdadera razón para comprar el producto o aquello que lo hacía mejor que los de la competencia. A menudo la hacía coincidir con los eslóganes. Reeves supervisó docenas de ellos, algunos todavía en uso hoy en día como el «se derrite en tu boca, no en tu mano» de M&M. Consideraba que las buenas campañas publicitarias deberían ser invariables y con un único eslogan para cada producto. Sus anuncios de bolígrafos Bic, zumo de naranja Minute Maid, dulces M&M's, pasta de dientes Colgate y otros productos utilizaron métodos similares, a menudo haciendo demostraciones dramáticas.[cita requerida]</link>
También señaló que para ser efectiva, la publicidad debía ser honesta. Creía, en contra de otros publicistas, que si un producto se estaba vendiendo eso era señal de su calidad superior y que ninguna cantidad de publicidad podría promocionar productos inferiores. Tampoco estaba de acuerdo con la idea muy extendida de que la publicidad pudiera crear demanda donde no existía. El motivo sería que si un producto defectuoso era muy vendido debido a una campaña exitosa, eso sólo aumentaría el número de personas que quedaban insatisfechas al probar el producto y, por tanto, la publicidad aceleraría de forma natural la destrucción de la marca. En la misma línea, Reeves veía como una pérdida de dinero afirmar la exclusividad de un producto o presentarlo como algo único en caso de que no lo fuera, porque los consumidores tardarían muy poco en descubrirlo y no volverían a la marca. Y esto es determinante porque históricamente las grandes fortunas se hacen a partir de negocios reiterativos, que venden muchas veces sus productos y no sólo una. Sería mejor invertir el dinero en incorporar alguna ventaja significativa a un producto, antes que gastarlo en lanzar una costosa campaña publicitaria para promocionarlo.[cita requerida]</link>
Reeves aconsejaba a sus clientes que apostaran por una publicidad basada en afirmaciones o eslóganes, más que en una publicidad basada en imágenes.[cita requerida]</link> El motivo sería que cuando la comunicación se basa en una imagen, el mensaje no se articula. Una imagen casi siempre se puede interpretar de diferentes maneras, muchas de las cuales no beneficiarán al producto. El mensaje que el espectador extrae de una imagen suele ser muy diferente del que pretendía el anunciante.
Prácticamente todos los productos tienen distintos beneficios para el consumidor, pero lo habitual es que uno de los beneficios sea más popular que los demás e incluso más popular que todos los demás beneficios combinados. Por ello es necesario hacer todo lo posible para que el consumidor comprenda y visualice claramente el beneficio más importante, para lograr credibilidad y evitar distracciones. El objetivo es conseguir que el mayor porcentaje posible de personas que vean un anuncio, perciban exactamente lo que el anunciante pretende poner en él. Es más probable conseguir este efecto cuando se articula una afirmación, un mensaje claro y se prueba con evidencia creíble (en un comercial breve, algún tipo de demostración dramatizada.
Reeves también es conocido por crear los anuncios presidenciales de Dwight Eisenhower para las elecciones de 1952, en los que se presentaba a Eisenhower como un líder franco, fuerte pero amigable. Todos los anuncios grabados para la campaña incluían a una persona normal que miraba hacia la parte superior derecha de la pantalla haciendo una pregunta. Eisenhower aparecía sin gafas para parecer más fuerte, mirando hacia la parte inferior izquierda (donde aparecía el plano de la persona que preguntaba), se giraba hacia la cámara y la respondía. En realidad, fueron creados dejando hablar a Eisenhower durante varias horas. Después se elaboraron las preguntas que mejor se ajustaban a sus respuestas.[cita requerida]</link>

## Últimos años
En la década de 1960 las técnicas de Reeves empiezan a perder eficacia.[cita requerida]</link> Los consumidores se vuelven más inteligentes, más astutos, desconectándose de los anuncios poco interesantes. Dentro de la propia industria publicitaria se produce un cambio con la llegada de la Revolución Creativa, ejemplificada por la popular campaña "Think Small" para el Volkswagen Beetle, ideada por Doyle Dane Bernbach. La Revolución Creativa rechazó muchos de los preceptos de Reeves, aunque algunos podrían argumentar que "Think Small" se ajustaba a las reglas que estableció en su libro Reality in Advertising porque resalta lo más inusual del Beetle: su pequeño tamaño y su forma distintiva. Reeves se jubiló a los 55 años, declarando que siempre había planeado retirarse a esa edad, lo que no impidió a muchos de sus competidores pensar que el motivo había sido la disminución de su influencia.[cita requerida]</link>
Salió de su retiro en 1967 para formar la Tiderock Corporation, un "grupo de expertos" (think tank en inglés) para negocios corporativos según la definición del propio Reeves. Uno de sus proyectos fue la promoción en 1968 de un artículo de Stanley Frank a favor del tabaquismo publicado en la revista True. La campaña fue financiada por el Instituto del Tabaco, que también pagó a Frank para que escribiera dicho artículo. Este tipo de prácticas eran comunes entre los publicistas de la época y nada destacables desde la perspectiva de la ética empresarial de los años sesenta. Reeves murió de un infarto el 24 de enero de 1984 en su casa de Chapel Hill, Carolina del Norte a los 73 años.
A finales de la década de 1950, Rosser Reeves compró el rubí estrella más grande jamás creado, tenía 138,72 quilates. Se cuenta que lo llevaba como un amuleto de buena suerte. El rubí original de 140 quilates, originario de Sri Lanka, fue cortado ligeramente para mejorar el patrón de estrella. En 1965 lo donó al Instituto Smithsonian y a día de hoy se puede admirar en el Museo de Historia Natural de Washington D. C.

## Obras publicadas
Los postulados más importantes de Reeves sobre la publicidad están recogidos en su libro de 1961 Reality in Advertising, y todavía se enseñan en la Escuela de Negocios de Harvard. Sus mayores contribuciones fueron, por un lado, expresar más claramente que nadie la filosofía de los eslóganes en la publicidad, y mostrar cómo se podría aplicar la filosofía a comerciales que implican severas limitaciones de tiempo.
También escribió una novela que tuvo muy buena recepción, Popo (Knopf), sobre un poeta que deja una vida de riqueza material para mudarse a Greenwich Village en la ciudad de Nueva York y dedicarse a su poesía .
Por otro lado, fue coautor de The 99 Critical Shots in Pool con Ray Martin, una obra que explicaba las pruebas geométricas de Euclides y Sir Isaac Newton .

También escribía poesía y uno de sus poemas, E = MC2,  apareció en Lo mejor de la fantasía y la ciencia ficción, décima serie en 1961. Los editores comentaron:
"El autor es presidente de la junta directiva de una gran corporación, y confesamos que nos resulta intrigante y reconfortante saber que un hombre cuya jornada laboral está dedicada a las duras realidades de pérdidas y ganancias multimillonarias tiene dentro sí esa buena sensación de asombro ya pasada de moda"

## Otras lecturas
- Johnston, Laurie (25 de enero de 1984). Muere Rosser Reeves, 73 años, ejecutivo de publicidad. New York Times
- Powell, Jim (21 de octubre de 1979). Rosser Reeves de Madison Avenue. New York Times
- Reeves, Rosser (1961). Reallity in Advertising.